# Familienpark Sottrum
Koordinaten: 52° 4′ 17″ N, 10° 8′ 0″ O
Der Familienpark Sottrum ist ein Freizeitpark in Holle (Ortsteil Sottrum) im Landkreis Hildesheim in Niedersachsen, der auf Familien ausgerichtet ist. Unter anderem werden pädagogische Programme für Kindergarten- und Grundschulgruppen angeboten.
Das Hauptziel des Familienparks Sottrum ist es, Natur und Umwelt zu verstehen, zu gestalten und zu erhalten. Alljährlich kommen Ergänzungen hinzu; bestehende Einrichtungen und Themenparks werden aber teilweise wieder der Natur überlassen, die ältere Einzelwerke überwuchert.
Die Besucherzahlen schwanken je nach Wetterverhältnissen, im Durchschnitt kommen jährlich ca. 100.000 Besucher in den Park, davon ca. 30 % Gruppen.

## Geschichte

### Eulenspiegelpark
Der Eulenspiegelpark wurde im Juli 1982 auf dem Gelände einer 1972 stillgelegten Ziegelei samt Tonkuhle eröffnet. Der 2,5 Hektar große Park enthielt Fahrgeschäfte, Spielhallen, Autoscooter und gastronomische Einrichtungen. Im Jahr 1983 hatte der Park 200.000 Besucher. Im Juli 1985 ging der Eulenspiegelpark in Insolvenz. Einige der Fahrgeschäfte, wie Wildwasserbahn und Schiffschaukel, sowie die Monorail, wurden in den Heidepark umgesetzt.

### Familienpark Sottrum

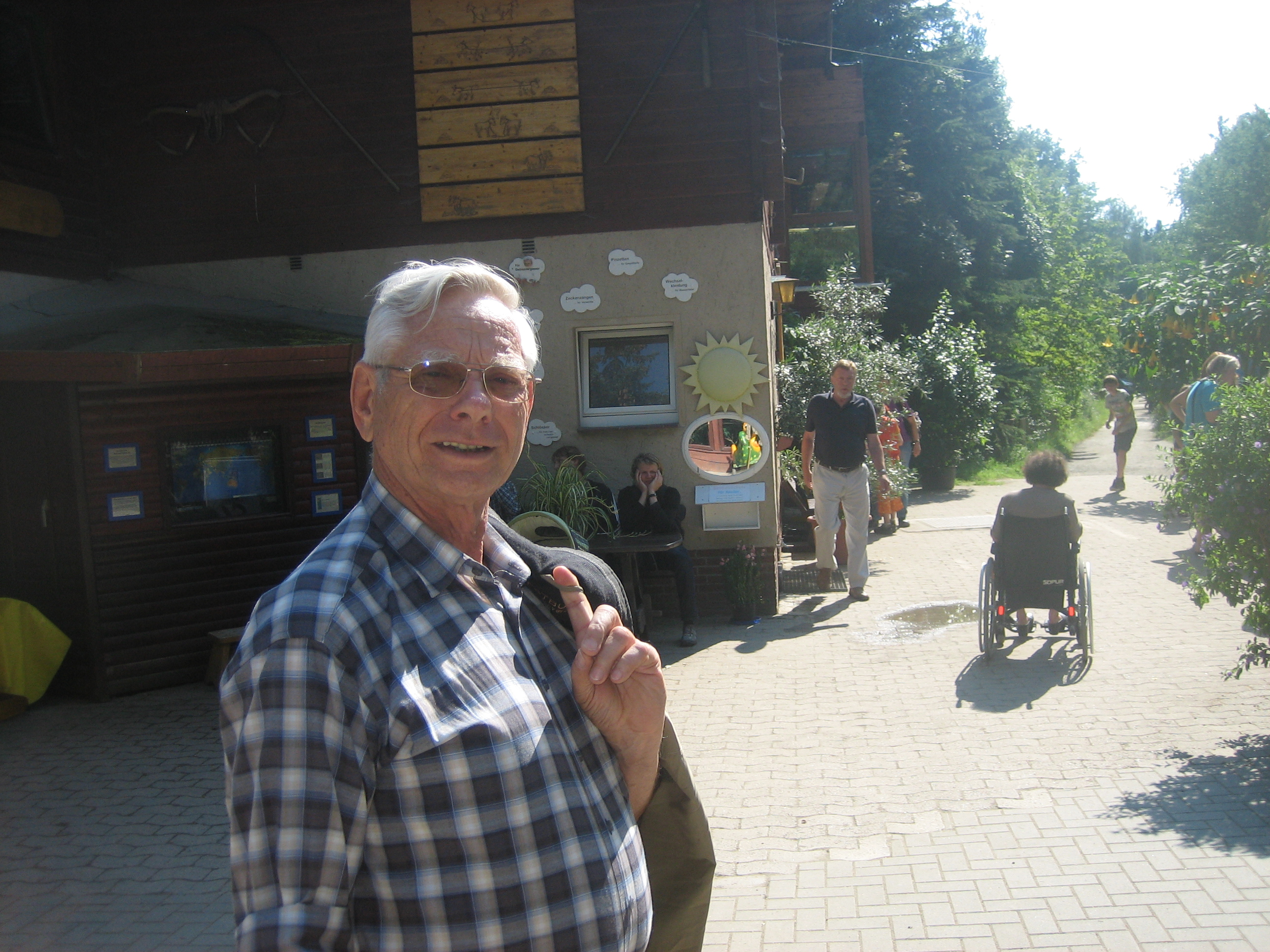
Parkgründer Peter Deicke (2012)

Der Freizeitpark wurde 1986 auf dem ehemaligen Gelände des Eulenspiegelparks errichtet. Der jetzige Besitzer Peter Deicke, der sich um die Tiere im Eulenspiegelpark gekümmert hatte, baute diesen in einen „stromlosen“ Familienpark um. Es bestehen Überbleibsel aus der Zeit des Eulenspiegelparks.

## Beschreibung
Der Freizeitpark erstreckt sich heute über eine Fläche von 18 Hektar. Im Zentrum befinden sich drei Seen. Der größere weist Tretboote auf, auf dem zweiten See sind Stakboote und Inseln mit Themenparks und Kletterburgen. Der dritte ist naturbelassen (Seerosen usw.) und nicht individuell befahrbar, sondern nur mit einer handbetriebenen kleinen Fähre überquerbar.
Um diese Seen herum führt ein Weg mit Themenparks. Entlang des Wegs liegen Hüpfkissen und der Kleinkinderbereich „Zwergenland“. Zwei weitere Wege zweigen an der Gastronomie ab, führen einerseits bis zum „Zwergenland“ und andererseits zum und durch den Bauernhof und zum Zirkus und dann zurück zum Rundweg. Auch entlang dieser Wege liegen Themenparks.

## Bewegung
Der Familienpark Sottrum setzt auf eigene Kreativität und Bewegung. Elektrisch betriebene Maschinen gibt es nicht, nur die beiden Hüpfkissen für Kinder bis acht und über acht Jahren werden mit Gebläsen betrieben. Möglichkeiten zur Bewegung sind etwa Tretbootschwäne und Stakeflößen im Wasser, Karussells und ein 5 Meter großes „Riesenrad“, das per Fahrradantrieb betrieben werden muss.

Speziell für kleine Kinder gibt es neben dem Spielhaus mit Hüpfkissen unter anderem die Fahrrad-„Rennstrecken“, Trampoline und das „Zwergenland“ mit Wasserspielen und Klettermöglichkeiten. Größere Kinder finden im Park ein weiteres größeres Hüpfkissen, Baumhäuser, Piratenschiffe und Kletterwände.

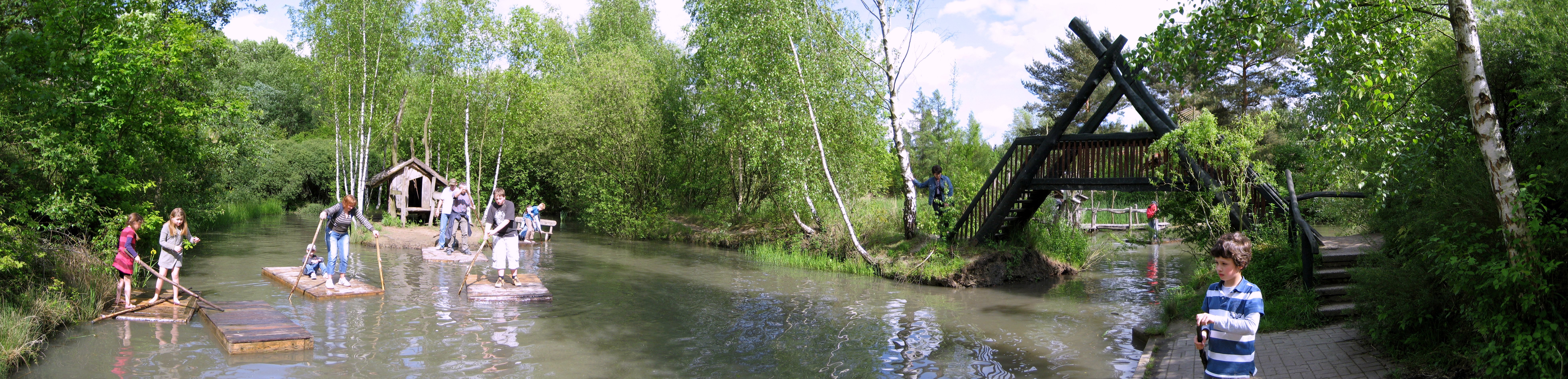
Flachwassersee zum Staken von Flößen

## Themenparks

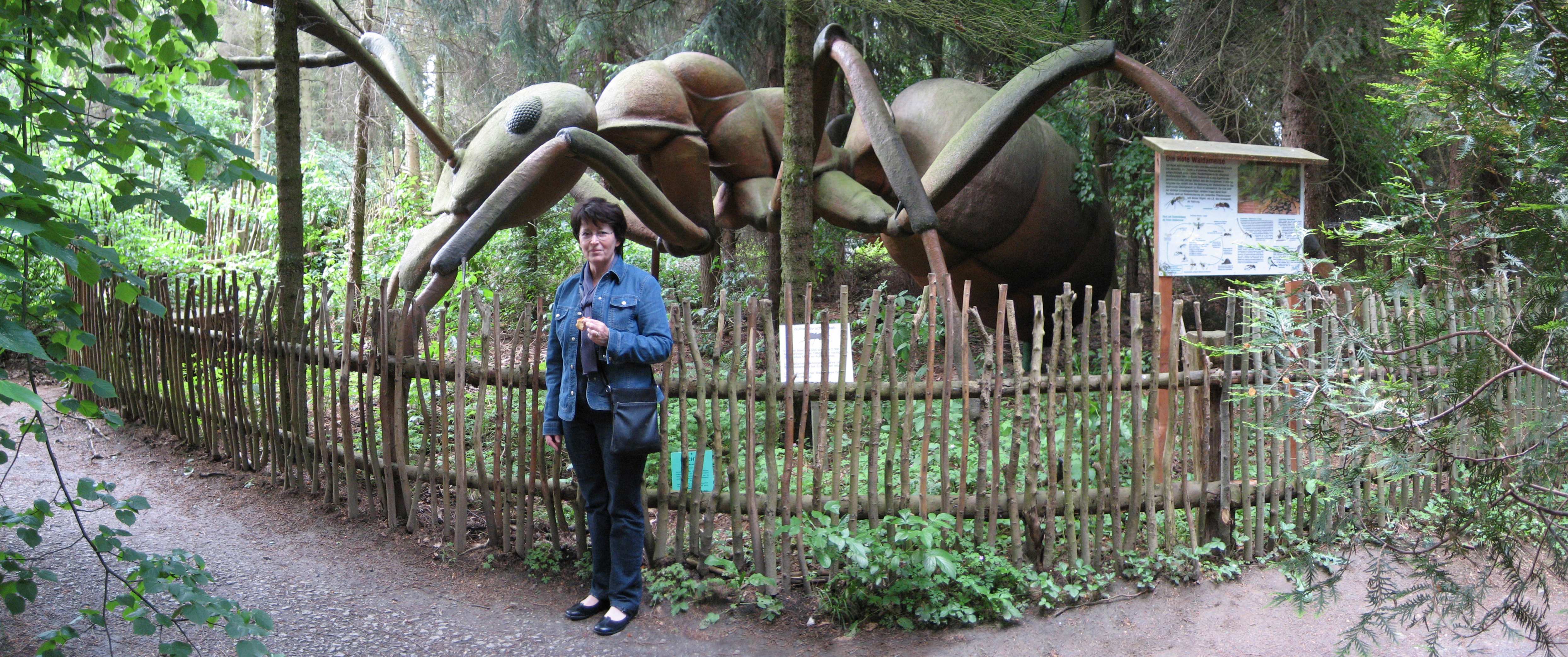
Riesenmodell einer Ameise

Die Themen der Parks betreffen natur- und kulturgeschichtliche Themen sowie Phänomene und Probleme aus der Physik und der Mathematik. Die Erdgeschichte wird erklärt, Steine und Pflanzen sind beschriftet, einzelne Handwerke, eine Schmiede und alte Bauerngeräte werden vorgestellt. Dargestellt werden auch allerlei Spezialthemen, wie die Welt der Igel, der Insekten, Pilze und Spuren von Tieren in der Natur.
Jeder Themenpark ist eine kleine Sammlung von Kuriositäten, mit denen Kinder und Erwachsene gleichzeitig angesprochen und zum Nachdenken angeregt werden sollen. Themen sind unter anderem „Museum des Nichts“, „Park der Liebe“, „Zoo der Äthertiere“, „Zoo der Zukunft“, „Ufolandeplatz“, „Schimpfwortweg“, „Flugschule“, „6. Sinn“ und „Sorgenbaum“.

## Bauernhof
Im Bauernhof werden fast nur heimische Tiere gehalten, speziell ältere Rassen, die heute kaum noch zu finden sind. Schafe, Ziegen, Hühner und Gänse laufen – wo möglich – frei, Besucher haben freien Zugang zu den Gehegen. Der Hauptweg durchquert ein Schweinegehege, in dem frei laufende Tiere gestreichelt und beobachtet werden können. Bienen und Nutzpflanzen finden sich in einem Seitenbereich.

## Preise und Auszeichnungen
Am 15. Mai 2007 wurde dem Familienpark Sottrum von der Redaktion „Kind in Hannover“ der „Oskar für Freizeitparks“ vergeben. Unter sechs Freizeitparks wurden zwei Parks mit diesem besonderen Preis ausgezeichnet. 2011 und 2012 wurde der Familienpark Sottrum für den „Großen Preis des Mittelstandes“ der Oskar-Patzelt-Stiftung nominiert.